# Colochirus tuberculosus
Colochirus tuberculosus, taxon inquirendum, is mogelijk een zeekomkommer uit de familie Cucumariidae.
De wetenschappelijke naam van de soort werd in 1834 gepubliceerd door Quoy & Gaimard.